# جيمس يوينغ

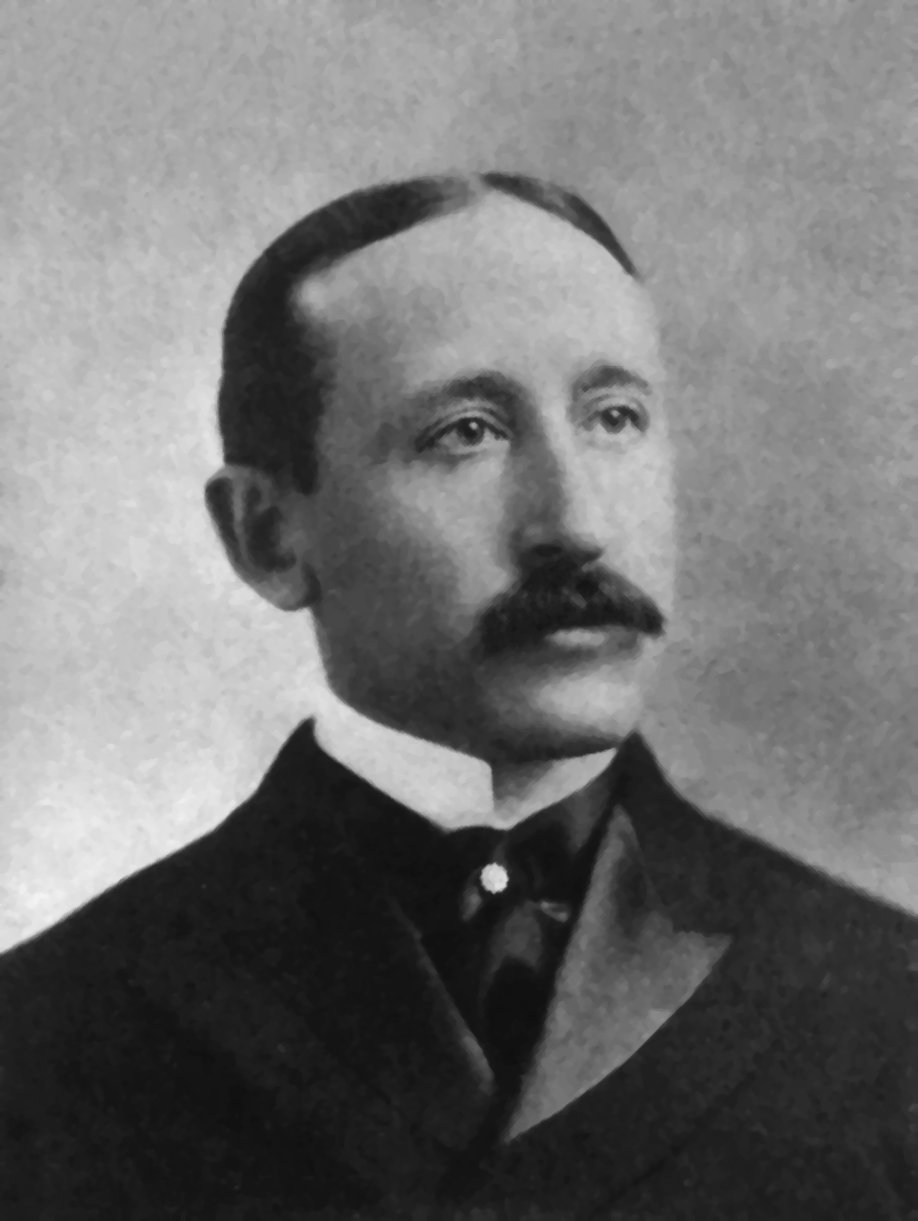
د. جيمس يوينغ

جيمس ستيفن يوينغ (بالإنجليزية: James Stephen Ewing)‏ (ولد في بيتسبرغ في 25 ديسمبر 1866 وتوفي في مدينة نيويورك في 16 مايو 1943) عالم أمراض أمريكي، كان أول من شغل منصب أستاذ لعلم الأمراض بجامعة كورنل واشتهر لاكتشافه الورم العظمي الخبيث الذي سمي فيما بعد باسمه (غرن يوينغ).

## روابط خارجية
- جيمس يوينغ على موقع الموسوعة البريطانية (الإنجليزية)